# 維斯瓦河畔多布任
維斯瓦河畔多布任是波蘭的城鎮，位於該國中部維斯瓦河畔，毗鄰弗沃茨瓦韋克，由庫亞維-波美拉尼亞省負責管轄，面積5.41平方公里，2006年人口2,269。

## 外部連結
- History of the castle （波兰語）

52°39′N 19°20′E / 52.650°N 19.333°E